# Syntagma musicum

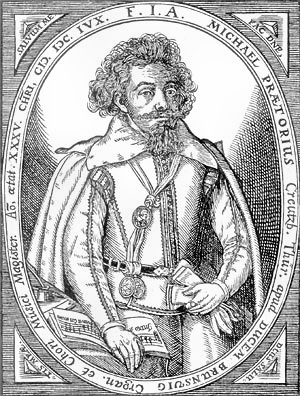
Retrato de Michael Praetorius, autor del Syntagma musicum.

El Syntagma musicum es una obra musicológica de Michael Praetorius editada, en tres volúmenes, entre los años 1614 y 1619. Es una de las principales fuentes para el estudio de la interpretación de la música del barroco temprano.
El primer tomo, Musica artis analecta, se publicó en Wittenberg entre 1614 y 1615. Trata en su primera sección de la música religiosa; comienza por sus antecedentes judíos, griegos y romanos, y continúa con el desarrollo de la música cristiana. La segunda parte estudia la historia de la música secular: música profana, liberalis, ingenua, humana, e incluye la relación de la música con la ética, las ciencias naturales, la poesía y el drama.

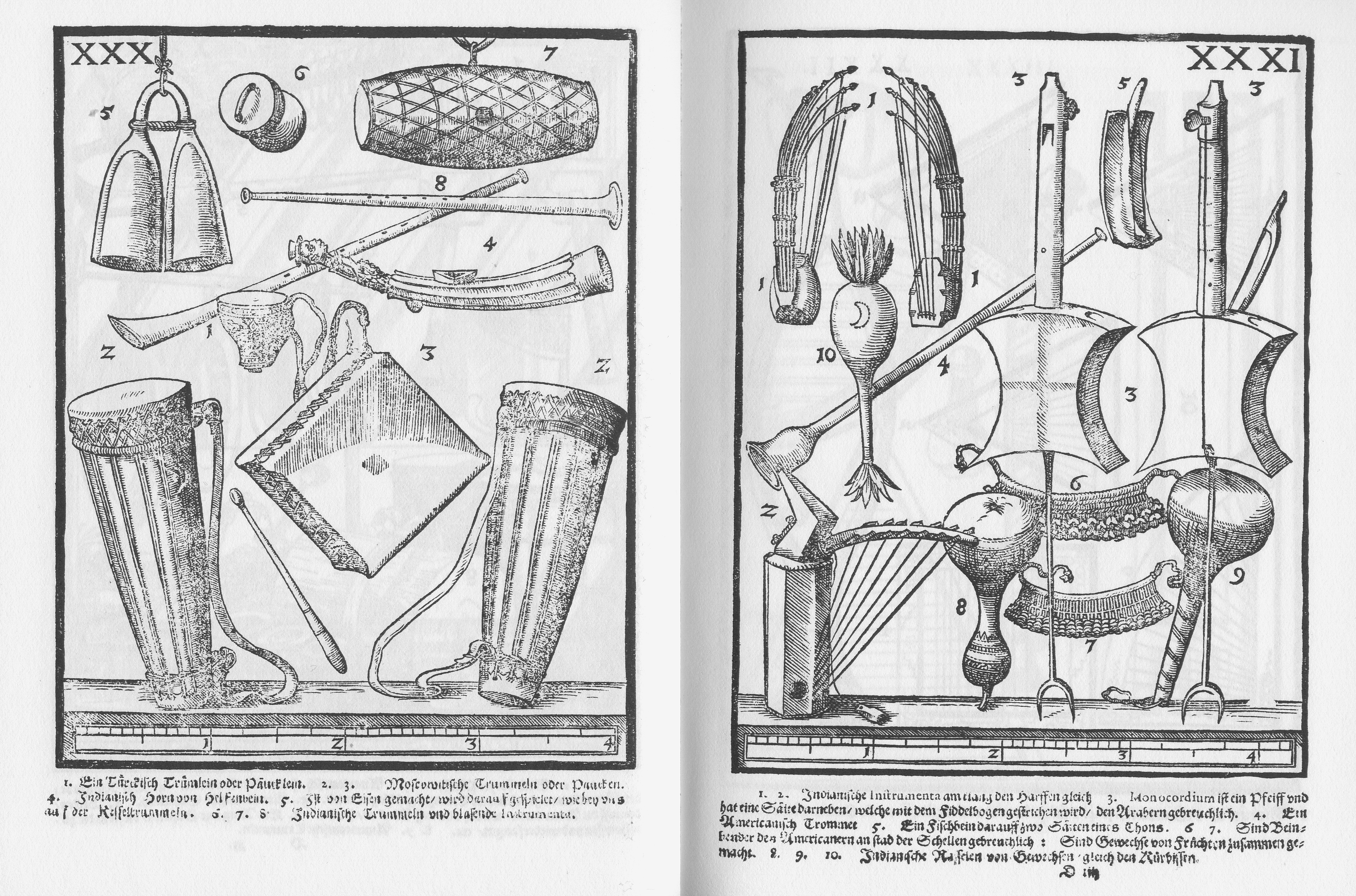
Una ilustración de la Organographia

El segundo tomo, De organographia, se publicó en Wolfenbüttel en 1619. Contiene una nomenclatura de todos los instrumentos musicales antiguos y modernos, una descripción especial del órgano y numerosas ilustraciones.
El tercer tomo, Termini musici, publicado también en Wolfenbüttel en 1619, trata de la música vocal, con una descripción de casi todos los nombres de los cantos usuales italianos, franceses, ingleses y en los tiempos presentes alemanes, y se refiere asimismo a las reglas de las notas y el compás, los modos y las transposiciones, así como a los términos técnicos en lengua italiana y en otros idiomas. En su primera parte, describe las formas musicales vocales propias del Renacimiento tardío y el barroco temprano en los países mencionados, comenzando por el madrigal italiano. La segunda es un tratado sobre notación musical, solfeo, rítmica y otros temas. La tercera parte es un diccionario de términos musicales italianos, seguido de una serie de artículos, entre otros contenidos, sobre el bajo continuo y la formación de coros juveniles.
Nunca llegó a publicarse un cuarto tomo, que tenía la intención de desarrollar instrucciones para la composición musical.